# Dominion (canción)
«Dominion» es una canción de la banda de rock británica The Sisters of Mercy. Fue lanzado como el segundo sencillo de su segundo álbum de estudio, Floodland, en febrero de 1988. La versión de Floodland incluye "Dominion", así como una coda titulada "Mother Russia". Fue escrito por el líder de la banda Andrew Eldritch y producido por Larry Alexander, Eldritch y Jim Steinman.
La canción alcanzó el puesto número 7 en la lista de Irish Singles Chart, el número 13 en la lista de UK Singles Chart y el número 30 en la lista Billboard Dance Club Songs.

## Antecedentes y composición
Eldritch ha revelado que la canción disfraza una diatriba antiestadounidense con sabor al desastre nuclear de Chernobyl. En el momento de la publicación también afirmó que la segunda parte de la canción "Mother Russia" era un llamado a Occidente a entregar Berlín a los soviéticos, "porque en realidad ellos ya controlan la ciudad. Es estúpido pretender lo contrario".
La grabación de la canción tuvo lugar en 1987 en Power Station Studios en Manhattan, Nueva York. Al igual que su gemelo producido por Steinman, "This Corrosion", "Dominion/Mother Russia" cuenta con voces de la Sociedad Coral de Nueva York. La versión completa consta de dos partes principales, "Dominion" y "Mother Russia", y "Dominion" se lanzaría como sencillo independiente.
La cara B "Ozymandias" es simplemente una edición de "Dominion", con la mayoría de las capas de la pista reproducidas al revés excepto la batería. Cuando "Ozymandias" se toca completamente al revés, suena simplemente como un remix de "Dominion" con ecos de batería al revés, de manera similar a la capa de batería en "Peek-a-Boo" de Siouxsie and the Banshees. "Sandstorm" consta de varias partes muestreadas de saxofón y teclado de "Dominion", mezcladas con una pista instrumental breve y de mal humor, que se utilizó en la sección inicial del vídeo. "Untitled" es un extracto instrumental ralentizado de "Dominion". También se incluye una versión de la canción "Emma" de Hot Chocolate.

## Lista de pistas
Todas las canciones escritas por Andrew Eldritch excepto "Emma", escrita por Errol Brown y Tony Wilson.
| Sencillo de 7" — Merciful Release MR43 |            |          |  |
| N.º                                    | Título     | Duración |  |
| 1.                                     | «Dominion» | 3:43     |  |

| N.º | Título      | Duración |  |
| 2.  | «Untitled»  | 3:38     |  |
| 3.  | «Sandstorm» | 1:49     |  |

| Sencillo de 12" — Merciful Release MR43T |            |          |  |
| N.º                                      | Título     | Duración |  |
| 1.                                       | «Dominion» | 5:06     |  |
| 2.                                       | «Untitled» | 3:36     |  |

| N.º | Título      | Duración |  |
| 3.  | «Sandstorm» | 1:46     |  |
| 4.  | «Emma»      | 6:23     |  |

| Sencillo de 12" — Merciful Release MR43TB |                                                                |          |  |
| N.º                                       | Título                                                         | Duración |  |
| 1.                                        | «Dominion»                                                     | 5:06     |  |
| 2.                                        | «Untitled (long version)» (contiene "Untitled" y "Ozymandias") | 7:35     |  |

| N.º | Título                | Duración |  |
| 3.  | «Sandstorm» (excerpt) | 0:31     |  |
| 4.  | «Emma»                | 6:23     |  |

| Sencillo de CD — Merciful Release MR43CD |              |          |  |
| N.º                                      | Título       | Duración |  |
| 1.                                       | «Dominion»   | 5:06     |  |
| 2.                                       | «Untitled»   | 3:36     |  |
| 3.                                       | «Sandstorm»  | 1:46     |  |
| 4.                                       | «Ozymandias» | 4:19     |  |

| N.º | Título       | Duración |  |
| 2.  | «Untitled»   | 3:36     |  |
| 3.  | «Sandstorm»  | 1:46     |  |
| 4.  | «Ozymandias» | 4:19     |  |

## Listas
| Lista (1988)                          | Posición más alta |
| ------------------------------------- | ----------------- |
| Irlanda (IRMA)                        | 7                 |
| Reino Unido (UK Singles Chart)        | 13                |
| Estados Unidos (Hot Dance Club Songs) | 30                |